# Barbara Hutton
Barbara Woolworth Hutton (Nueva York, 14 de noviembre de 1912-11 de mayo de 1979) fue una socialite aristócrata  estadounidense y dama de sociedad, considerada una de las mujeres más ricas del mundo en el siglo XX. Heredera y dueña de la acaudalada fortuna de los Woolworth, fue apodada por la prensa amarillista como «La pobre niña rica» a causa de su soledad personal en su infancia. Gran parte de su vida estuvo marcada por el derroche de sus placeres amorosos .

## Biografía
Barbara Hutton nació en el seno de una familia aristocrática de Nueva York, hija de un corredor de bolsa, Franklyn Hutton, y de Edna Woolworth. Edna era una de los tres hijos y herederos (Helena, Edna y Jessie) del magnate Frank Winfield Woolworth quien había amasado una inmensa fortuna con los almacenes Woolworth; pero él no siempre fue rico, sino que era descendiente de una familia de granjeros originarios de Inglaterra. En 1900 Woolworth se trasladó a Estados Unidos a cumplir el sueño americano pero apenas empezó a trabajar cayó gravemente enfermo y sus padres contrataron a una joven enfermera que después se convirtió en su esposa. 
En 1915 la familia se trasladó a una suite en el quinto piso del hotel Plaza, por los negocios del padre, quien en 1917 abría su tienda número mil en la Quinta Avenida. 
Barbara con sus cinco años de edad se vio marcada toda su vida por el suicidio de su madre Edna atribuido a la infidelidad de su marido, siendo ella quien encuentra a su madre sin vida.
Su padre a partir de ese momento la desampara emocionalmente. Queda ella a cargo de sus abuelos. Tras tres años viviendo con ellos, sus abuelos fallecen. Así heredando una gran fortuna, Barbara Hutton hereda la administración de la fortuna de su fallecida madre, ésta asciende a 150 millones de dólares, (convertido a 1600 millones de dólares hoy en día) lo que la convierte en la mujer más rica del mundo. En 1924 rondan los 28 000 000 de dólares, pero comenzará una vida en soledad e inestabilidad emocional.
En su niñez no fue una niña agraciada y sufrió del síndrome del «patito feo», siendo objeto de envidias, desventuras, desconsideraciones y producto de burlas a causa de su fortuna que tenía en ciernes por parte de sus padres en el exclusivo colegio The Hewitt School en Lenox Hill donde estudiaba, de esto dejó testimonio su primo Jimmy Donahue, el hijo de la hermana de su madre.
En 1926 regresa a Nueva York para vivir con su tía Jessie, con catorce años y la llegada a la ciudad, esto le ayudaría a perder la timidez.
Al cumplir 18 años, en 1930 daría una fiesta de presentación en sociedad. La fiesta costó unos 60 000 dólares (el equivalen a un millón de dólares en la actualidad).
En 1933, en pleno apogeo de la llamada Gran Depresión, a los 21 años La prensa amarillista la censura por el derroche de dinero en su fiesta de cumpleaños lo que afecta a Hutton y esta es enviada a conocer Europa como un modo de escapar al acecho de la prensa. Su padre le advierte premonitoriamente que quien se le acerque en el futuro solo deseará su fortuna.
Las desventuras personales sufridas durante su niñez y adolescencia la habían convertido en una mujer muy reservada y desconfiada del contacto social. Aunque por otra parte, colaboró con fundaciones benéficas y organismos humanitarios sin ánimo de lucro, de forma anónima.
Para esa época, Barbara Hutton se había convertido en una mujer atractiva, con rasgos de personalidad bipolar y narcisismo hasta el extremo de la anorexia y la bulimia.

## Matrimonios
En 1933, conoce a un príncipe de la nobleza de Georgia llamado Alexis Mdivani quien estaba casado con Louise Astor Van Alen, una miembro de la familia Astor y contrae su primer matrimonio para luego divorciarse en 1935.
En 1935 contrae nupcias con el conde danés Court von Haugwitz-Hardenberg-Reventlow, y producto de esta unión nace Lance, su único hijo. En este período, von Haugwitz intenta persuadirla de renunciar a la ciudadanía estadounidense y hace uso de un extremo abuso físico y psicológico en contra de Hutton lo que la lleva a un sanatorio y a la cárcel. Algunos biógrafos concuerdan que las intenciones de von Haugwitz eran declararla incapaz mentalmente para administrar su fortuna y hacerse de la administración de esta. Se divorcia en 1937 logrando retener la custodia de su hijo Lance, secuestrado prácticamente por su padre, quien queda a cargo de tutelas privadas (como ella estuvo en su niñez) y además es asmático.

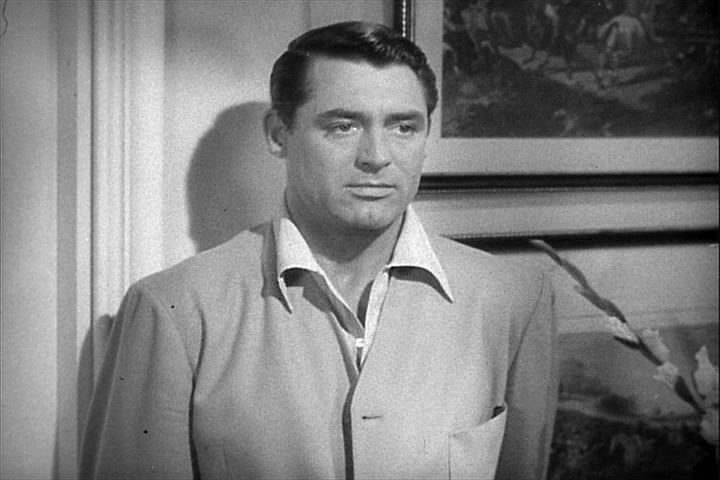
El actor Cary Grant, la más honesta relación que tuvo Hutton.

En 1939, Hutton se radica en California y realiza una activa campaña de venta de bonos de guerra en favor de las fuerzas de la Francia Libre lo que revierte su imagen negativa ante el público gracias a la prensa.
En este ámbito, en 1942 conoce al actor consagrado Cary Grant quien llegaría a ser su tercer marido y su más cercana, honesta y desinteresada relación y quien realmente se preocuparía de ella como persona y no por lo que representaba. Grant trató de construir una vida normal con Hutton. Sin embargo, la propia inestabilidad del actor sumado a las de su esposa terminaron por arruinar la convivencia marital y se divorciaron en 1945 en buenos términos, recibiendo Grant una onerosa compensación voluntariosa de Hutton sin este pedirla.
Barbara Hutton emigra a París y luego en Tánger, Marruecos, adquiere un palacete llamado Sidi Hosni que llegaría a ocupar como residencia de veraneo desde 1948 hasta 1975 y vive en el como una princesa marroquí realizando suntuosas fiestas y dilapidando su fortuna en onerosos regalos a sus invitados a quienes apenas conocía. Paradójicamente, realiza obras filantrópicas con gente pobre del sector marroquí donando generosas sumas en obras de beneficencia. En Tánger, a Hutton se la apodaba la Reina de Medina.
Conoce a otro príncipe ruso caído en la desgracia económica pero que tenía una alta popularidad por su participación en los circuitos de la Ferrari y campeón en 1948, Igor Troubetzkoy. Se casa ese mismo año con Troubetzkoy pero pronto trasciende a la prensa su intento de suicidio y el matrimonio termina en 1951.
En 1953 conoce al diplomático dominicano y playboy Porfirio Rubirosa con quien contrae matrimonio por quinta vez. Sin embargo, Rubirosa tenía una relación paralela con la actriz Zsa Zsa Gabor lo que es descubierto y esto termina el vínculo en tan solo 53 días. Rubirosa recibe una opulenta suma por la separación.
En 1955 se casa con un viejo amigo alemán, Gottfried Alexander Maximilian Walter Kurt Freiherr von Cramm, un tenista de élite con quien se divorcia por sexta vez en 1959.
En 1957 conoce a otro americano llamado James Douglas Henderson III, hijo del Secretario de Estados Unidos para la Fuerza Aérea y agregado en París con quien mantiene un romance-amistad hasta su término en 1960 sin llegar a contraer vínculo marital.
En 1959 compra un extenso terreno de 120 000 m² (metros cuadrados) en Cuernavaca, México y se hace construir un palacio al estilo japonés. Hoy en día es el hotel Sumiya.
En 1960 conoce a un joven aventurero británico de 23 años llamado Frank Franklin, quien era un avezado guitarrista errante y a quien conoce en un bar de Tánger. Hutton lo atrae a su mundo con regalos asombrosos y lo transforma en su amante y amigo cambiándole su nombre a Lloyd Franklin para darle un aire aristocrático a su protegido. La relación termina cuando Franklin conoce y se casa con Penny Ansley, una inglesa heredera de una fortuna.
Su último matrimonio en 1964 es con un noble llamado Pierre Raymond Doan Vinh na Champassak, un millonario arruinado con propiedades en Indochina. Se divorciaron en 1966.
A partir de este momento Hutton solo se limitaría a mantener romances esporádicos. Barbara Hutton destacó por derrochar onerosos regalos en fiestas de la jet set neoyorquina, regalar compulsivamente a desconocidos joyas, automóviles y propiedades. Además para cada propiedad de verano que usa mantiene a un séquito de encargados de servicios de manutención y servicio personal.
Barbara Hutton, debido a su inestabilidad emocional, estuvo sumida en la drogadicción y el alcoholismo lo que la transformó en una mujer muy vulnerable. La prensa la apodó como «Pobre niña rica».

## Últimos días y muerte
En 1972, Barbara viajó a España y conoció a Ángel Teruel, un famoso torero; ese mismo año su hijo Lance von Haugwitz-Hardenberg con quien prácticamente no había vivido y solo asistido económicamente a distancia fallece en un accidente aéreo y esto la sume en una grave depresión autodestructiva sumiéndose en el alcoholismo, se tomaba demasiados somníferos y ya derrochaba el dinero hasta tal punto que pagaba por tener compañía masculina; confinándose en un hotel en Beverly Hills.
Su exesposo Cary Grant intenta sacarla de la situación pero no lo logra; ella fallece por insuficiencia alimentaria y un ataque al corazón en 1979. De su fortuna de casi 150 millones de dólares, apenas le quedaban 3000 US$ que fue repartida entre exesposos, acreedores y supuestos parientes. Cary Grant fue el único esposo que no reclamó una parte de su escasa herencia. Murió sola, enferma y sin dinero. Y al quedarse sin dinero no se pudo cumplir su último deseo, el cual era ser enterrada en Tánger.

## Representaciones fílmicas
En 1987, la actriz Farrah Fawcett la interpretó en la película biográfica para televisión Pobre niña rica: La historia de Barbara Hutton dirigida por Charles Jarrott, narrando su vida como una socialité estadounidense rica pero problemática, el cual se basa en biografía escrita por C. David Heymann. La película ganó un Premio Globo de Oro a la Mejor Miniserie o Película de Televisión, y Fawcett obtuvo su quinta nominación al Premio Globo de Oro, a la Mejor Actriz en una Miniserie de Televisión Cine.